# Train of Consequences
«Train of Consequences» — первый сингл американской трэш-метал-группы Megadeth с альбома Youthanasia 1994 года. Сингл достиг 29-й строчки в чарте Mainstream Rock Tracks и 22-й в UK Singles Chart.

## Список композиций
1. «Train of Consequences»
2. «Crown of Worms»
3. «Black Curtains»
4. «Ashes in Your Mouth» (концерт)
5. «Peace Sells» (концерт)
6. «Anarchy in the U.K.» (концерт)

## Участники записи
Megadeth
- Дэйв Мастейн — ритм-гитара, вокал
- Марти Фридмен — соло-гитара
- Дэвид Эллефсон — бас-гитара
- Ник Менца — барабаны

Приглашенный музыкант
- Джимми Вуд — гармоника[4]

## Позиции в хит-парадах
| Хит-парад (1994—1995)                 | Позиция |
| ------------------------------------- | ------- |
| Finland (The Official Finnish Charts) | 8       |
| Великобритания (OCC UK Singles)       | 22      |
| США (Billboard Mainstream Rock)       | 29      |